# Pelikany
Pelikany, pelikanowate (Pelecanidae) – monotypowa rodzina ptaków z rzędu pelikanowych (Pelecaniformes).

## Zasięg występowania
Rodzina pelikanowatych obejmuje gatunki wodne zamieszkujące cały świat poza okolicami okołobiegunowymi, północną, zachodnią i środkową Europą, Syberią, Saharą i północno-zachodnią Afryką, Nową Zelandią i Oceanią, nie występują też w głębi Ameryki Południowej i na jej wschodnich wybrzeżach. Gatunki Starego Świata preferują wody śródlądowe, podczas gdy zamieszkujące Nowy Świat to ptaki morskie (poza pelikanem dzioborogim).

## Charakterystyka
Długość ciała 105–188 cm, długość dzioba 265–500 mm, rozpiętość skrzydeł 203–360 cm; masa ciała 3,5–15 kg; samice są mniejsze, lżejsze i mają krótsze dzioby niż samce. Ptaki te charakteryzują się następującymi cechami:
- mają długi, prosty dziób, silnie grzbieto-brzusznie spłaszczony,
- szczęka górna haczykowato zakończona,
- pod żuchwą skórny worek, odcedzający wodę i ułatwiający połykanie większych ryb,
- krótkie, grube nogi,
- cztery silne, połączone błoną pławną palce,
- na głowie lub szyi w okresie godowym nagie fragmenty skóry przybierają jaskrawe kolory,
- posiadają duże skrzydła,
- doskonale latają (zarówno w locie czynnym, jak i szybowcowym),
- ich pożywienie stanowią zwierzęta wodne,
- często polują zespołowo,
- kolonie lęgowe zakładają na drzewach, ziemi lub w trzcinach,
- znoszą od 1 do 4 jaj,
- są gniazdownikami.

## Systematyka

### Etymologia
- Pelecanus: gr. πελεκαν pelekan, πελεκανος pelekanos „pelikan”[11].
- Onocrotalus: łac. onocrotalus „pelikan”, od gr. ονοκροταλος onokrotalos „pelikan”[11]. Gatunek typowy: Pelecanus onocrotalus Linnaeus, 1758.
- Alcatras: hiszp. Alcatras „pelikan”[11]. Gatunek typowy: Pelecanus occidentalis Linnaeus, 1766.
- Catoptropelicanus: gr. κατοπτρον katoptron „lustro”; rodzaj Pelecanus Linnaeus, 1758[11]. Gatunek typowy: Catoptropelicanus perspicillatus Reichenbach, 1852 (= Pelecanus conspicillatus Temminck, 1824).
- Cyrtopelicanus: gr. κυρτος kurtos „nabrzmiały, wydęty”, od κυπτω kuptō „wyginać, zginać”; rodzaj Pelecanus Linnaeus, 1758[11]. Gatunek typowy: Pelecanus trachyrhynchos Latham, 1790 (= Pelecanus erythrorhynchos J.F. Gmelin, 1789).
- Leptopelicanus: gr. λεπτος leptos „delikatny, smukły”; rodzaj Pelecanus Linnaeus, 1758[11]. Gatunek typowy: Pelecanus fuscusJ.F. Gmelin, 1789 (= Pelecanus conspicillatus Temminck, 1824).
- Metapelecanus: gr. μετα meta „obok, tuż przy”; rodzaj Pelecanus Linnaeus, 1758[11]. Gatunek typowy: Pelecanus roseus J.F. Gmelin, 1789 (= Pelecanus onocrotalus Linnaeus, 1758).
- Neopelecanus: gr. νεος neos „nowy”; rodzaj Pelecanus Linnaeus, 1758[11]. Gatunek typowy: Pelecanus rufescens J.F. Gmelin, 1789.
- Sacrificator: łac. sacrificator, sacrificatoris „ktoś kto się poświęca”, od sacrificare „ofiarować poświęcenie”, od sacrum „obrzęd, kult”, od sacer, sacra „poświęcony”; facere „robić”[11]. Gatunek typowy: Pelecanus crispus Bruch, 1832 (= Pelecanus onocrotalus Linnaeus, 1758).

### Podział systematyczny
Badania DNA wskazują, że gatunki z tego rodzaju dzielą się na trzy dobrze zdefiniowane klady: klad ze Starego Świata, klad monotypowy (Pelecanus onocrotalus, słabo powiązany z kladem Starego Świata) oraz klad Nowego Świata. Do rodziny należy jeden rodzaj z następującymi gatunkami:
- Pelecanus onocrotalus Linnaeus, 1758 – pelikan różowy
- Pelecanus conspicillatus Temminck, 1824 – pelikan australijski
- Pelecanus rufescens J.F. Gmelin, 1789 – pelikan mały
- Pelecanus philippensis J.F. Gmelin, 1789 – pelikan indyjski
- Pelecanus crispus Bruch, 1832 – pelikan kędzierzawy
- Pelecanus erythrorhynchos J.F. Gmelin, 1789 – pelikan dzioborogi
- Pelecanus occidentalis Linnaeus, 1766 – pelikan brunatny
- Pelecanus thagus G.I. Molina, 1782 – pelikan chilijski – takson wyodrębniony z P. occidentalis[13][14]